# جون ميلر (سياسي)
جون ميلر (بالإنجليزية: John Miller)‏ هو سياسي أسترالي وبريطاني (وحمل سابقاً جنسية المملكة المتحدة لبريطانيا العظمى وأيرلندا)، ولد في 12 يوليو 1840، وتوفي في 22 سبتمبر 1919. انتخب عضو مجلس النواب جنوب أستراليا من الجمعية عن دائرة Electoral district of Stanley (South Australia) ‏ وقد انضم خلال فترته النيابية (25 أبريل 1896 – 2 مايو 1902) للكتلة البرلمانية مستقل وانتخب عضو مجلس النواب جنوب أستراليا من الجمعية عن دائرة Electoral district of Stanley (South Australia) ‏ وقد انضم خلال فترته النيابية (23 أبريل 1890 – 14 أبريل 1893) للكتلة البرلمانية مستقل وانتخب عضو مجلس النواب جنوب أستراليا من الجمعية عن دائرة Electoral district of Stanley (South Australia) ‏ وقد انضم خلال فترته النيابية (23 أبريل 1884 – 20 أبريل 1885) للكتلة البرلمانية مستقل.